# Sulfamidici

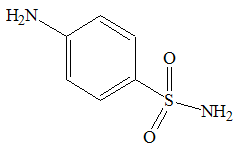
Formula di struttura della solfanilammide

I sulfamidici o sulfonamidici sono una classe di farmaci di tipo sintetico con azione batteriostatica. Chimicamente sono delle solfonammidi, ossia contengono nella struttura chimica un gruppo composto da un atomo di zolfo di valenza 6, doppiamente ossidato con ossigeno ed un legame con un atomo d'azoto amminico. La formula di struttura generale è R-SO2-NH2, dove R- è un gruppo aromatico o eteroaromatico. Di ampio uso in passato, sono stati oggi sostituiti da altre classi di composti, salvo qualche eccezione.

## Storia e scoperta
Furono scoperti grazie agli studi in vivo del chimico tedesco Gerhard Domagk sul prontosil rosso, colorante azoico sintetizzato nel 1932. Le prove in vitro, tese a valutarne l'azione antibatterica, diedero però risultati negativi, questo perché il prontosil non è il farmaco attivo, bensì un suo precursore, o meglio un profarmaco. La sua metabolizzazione nel tratto gastro-intestinale rompe il legame -N=N- della molecola liberando la struttura sulfamidica: la solfanilammide manifesta il suo comportamento antibatterico soprattutto nelle urine. 
Nel 1935 la sperimentazione del farmaco fu estesa a Francia, Regno Unito e Stati Uniti. Furono gli scienziati del laboratorio di chimica terapeutica diretto da Ernest Fourneau nell'istituto Pasteur di Parigi, Daniel Bovet, Federico Nitti e Jacques e Thérèse Tréfouël, a scoprire la natura del composto attivo (solfanilammide), isolandolo e successivamente sintetizzandolo. La sperimentazione clinica del sulfamidico suscitò molto entusiasmo: la mortalità per infezione da streptococchi (meningite, endocardite, polmonite) scese drasticamente.

### Sulfamidi usati nel corso del XX secolo
- etossazolamide
- metazolamide

- succinilsulfatiazolo
- sulfanilamide

Inoltre, la sulfamerazina è un antibiotico sulfamidico.

## Usi terapeutici
Usati nel trattamento di infezioni batteriche, sono inibitori competitivi dell'enzima diidropteroato sintetasi o DHPS, del quale è substrato l'acido p-amminobenzoico (PABA), cui somigliano per la disposizione nello spazio degli atomi. Sostituendosi al PABA nell'enzima, bloccano la sintesi dell'acido tetraidrofolico, essenziale per la sintesi e la replicazione degli acidi nucleici. La specificità dei sulfamidici verso i batteri deriva dal fatto che l'essere umano non è di per sé in grado di sintetizzare l'acido folico infatti non è dotato del diidropteroato sintetasi ma lo assimila attraverso la dieta. 
L'avvento di antibiotici ad ampio spettro, come le penicilline, per i quali si riteneva, erroneamente, che non inducessero resistenza ha oscurato l'uso di questi farmaci, che attualmente rimangono prime scelte nel trattamento delle infezioni enteriche, del tratto urinario e in bagni oculari (collirio).

## Resistenza ai sulfamidici
Come per molti altri antibiotici, molti batteri hanno sviluppato dei meccanismi di resistenza ai sulfamidici:
1. Aumentando le concentrazioni di PABA nella cellula e quindi la possibilità di legame di questa molecola con l'enzima.
2. Sovresprimendo il gene codificante l'enzima target, in modo da rendere più difficile la sua saturazione col farmaco.
3. Modificando il gene codificante l'enzima target, in modo da renderlo più selettivo verso il suo substrato naturale, cioè il PABA.
4. Sintetizzando il metabolita acido folico tramite via alternativa
5. Riducendo la permeabilità della membrana batterica

La resistenza è presente nel 25-40% dei ceppi di E. coli e di altre enterobacteriaceae responsabili di infezioni delle vie urinarie.
Anche numerosi ceppi di meningococchi e di H. ducreyi sono resistenti.

## Interazione con altri farmaci
Visto che i sulfamidici si trovano nel sangue in parte libera ed in parte legati all'albumina, possono aumentare la concentrazione libera di altri farmaci come warfarin, metotrexato e alcuni tipi di ipoglicemizzanti.

## Effetti collaterali
Cristalluria, perché poco solubili a pH urinario; reazioni da ipersensibilità; discrasia, kernicterus; epatite granulomatosa; l'inattivazione del CYP2C9.